# Rubis (S601)
El Rubis (S601) es un submarino de ataque de propulsión nuclear de la Marine Nationale asignado en 1983; es el primer submarino de la clase a la que da nombre.
Fue construido por DCN de Francia en el astillero de Cherburgo-en-Cotentin. Fue asignado en 1983 y permanece en servicio. El reemplazo del Rubis y de sus gemelos serán los submarinos de la clase Suffren, en desarrollo.